# Jean-André Venel

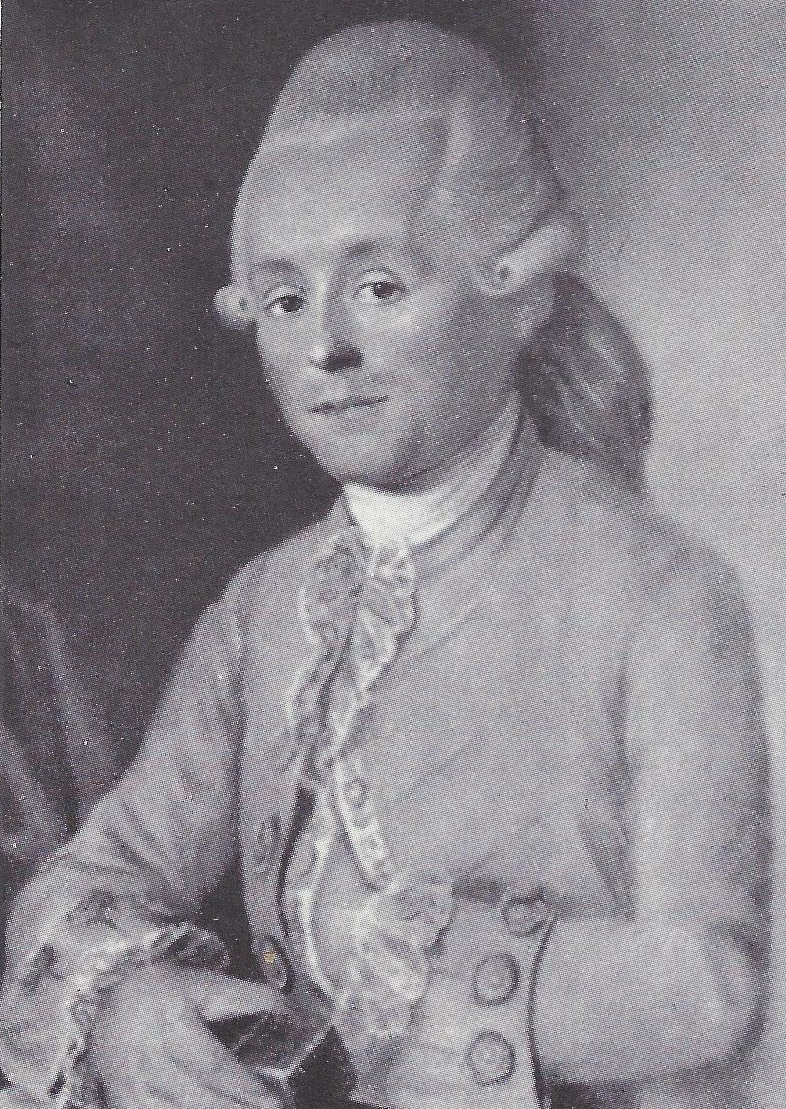
Jean-André Venel

Jean-André Venel (* 28. Mai 1740 in Morges (Waadt); † 9. März 1791 im Bezirk Orbe (Waadt)) war ein schweizerischer Arzt und Orthopäde.

## Leben und Wirken
Er war der Sohn des Jean-François Venel, eines Chirurgen und Perückenmachers aus Morges. Später ging er bei dem Genfer Chirurgen und Geburtshelfer François-David Cabanis (1725–1794) in die Lehre und studierte in Montpellier, Paris und Straßburg Medizin. Im Jahre 1765 heiratete er Marianne Jaccard (im Jahre 1786 Emilie Pavillard, die Tochter des Charles Pavillard, eines Grenadierhauptmanns in französischen Diensten). 
Venel praktizierte anschließend als Chirurg in Orbe und Yverdon, trat dann zwischen 1770 und 1775 in den Dienst des Grafen Stanisław Potocki. Venel eröffnete im Jahre 1778 in Yverdon die erste Hebammenschule der Schweiz. Danach wandte er sich dem noch jungen Gebiet der Orthopädie zu und gründete 1780 in Orbe die erste orthopädische Klinik der Welt. (Der Begriff Orthopädie wurde von Nicolas Andry de Boisregard im Jahre 1741 geprägt.)
Dieses orthopädische Spital schuf er aus eigenen Mitteln. Hier behandelte er präventiv und rehabilitativ zahlreiche orthopädische Krankheitsbilder. So etwa Klumpfüße mit der Venelschen Richtungsmaschine, sabor de Venel, aber auch Skoliosen versuchte er zu korrigieren. 
Es war das erste Krankenhaus, das sich speziell mit der Behandlung von verkrüppelten Kindern und deren Skelettdeformitäten befasste. Venel arbeitete systematisch und zeichnete seine Methoden nicht nur auf, sondern veröffentlichte diese auch. Er kann als Vater der Orthopädie angesehen werden. Sein Institut besaß Modellcharakter und war Vorbild für weitere Krankenhäuser in ganz Europa. Venel ließ einen Großteil der medizinischen Geräte in eigenen Werkstätten innerhalb des Instituts anfertigen.

## Werke (Auswahl)
- Nouveaux Secours Pour les Corps arrêtés Dans L’Oesophage; Ou Description De quatre Instrumens plus propres qu’aucun des anciens moyens à retirer ces Corps par la Bouche. (1769)
- Essai sur la santé et sur l’éducation médicinale des filles destinées au mariage. (1776)

## Weiterführende Literatur
- Von den Curen des Herrn Doctor Venels zu Orbe. In: Journal von und für Deutschland. 7. Jahrgang, 8. Stück, 1790, S. 89–94 (online).
- Bruno Valentin: Jean André Venel, der „Vater der Orthopädie“ (1740–1791). In: Sudhoffs Archiv für Geschichte der Medizin und der Naturwissenschaften. Band 40, Nummer 4, 1956, S. 305–336 (JSTOR).